# Like a Boss (film)
Like a Boss is een Amerikaanse komediefilm uit 2020 geregisseerd door Miguel Arteta. De hoofdrollen worden vertolkt door Tiffany Haddish, Rose Byrne, Jennifer Coolidge, Natasha Rotwell, Billy Porter en Salma Hayek.

## Verhaal
Twee vriendinnen met twee uiteenlopende persoonlijkheden runnen een beautysalon genaamd Mia&Mel. Helaas draait de salon meer verliest dan dat ze winst maken. Op een zekere dag krijgen ze een aanbod van Claire Luna om de zaak over te kopen waardoor de schulden kwijt worden gescholden.

## Rolverdeling
| Acteur            | Personage   |
| ----------------- | ----------- |
| Tiffany Haddish   | Mia Carter  |
| Rose Byrne        | Mel Paige   |
| Salma Hayek       | Claire Luna |
| Jennifer Coolidge | Sydney      |
| Billy Porter      | Barrett     |
| Jacob Latimore    | Harry       |
| Ari Graynor       | Angela      |
| Natasha Rothwell  | Jill        |

## Productie
Op 23 oktober 2017 raakte bekend dat Paramount Pictures een komedie, getiteld als Limited Partners, zou uitbrengen met Tiffany Haddish als een van de hoofdrollen. Een jaar later werd door Paramount bekendgemaakt dat Miguel Arteta de regierol op zich zou nemen. Rose Byrne werd een maand later toegevoegd aan het project.
De opnames waren in oktober 2018 van start gegaan. In juli 2019 werd de film hernoemd naar Like a Boss.

## Ontvangst
Like a Boss ging op 7 januari 2020 in première in New York. In de Verenigde Staten is de film op 10 januari uitgebracht en in Nederland op 27 februari 2020.
De film ontving overwegend negatieve recensies. Op Rotten Tomatoes heeft de film een waarde van 21%, gebaseerd op 107 recensies. Op Metacritic heeft de film een gemiddelde score van 32/100, gebaseerd op 32 recensies.